# Nek (anatomie)

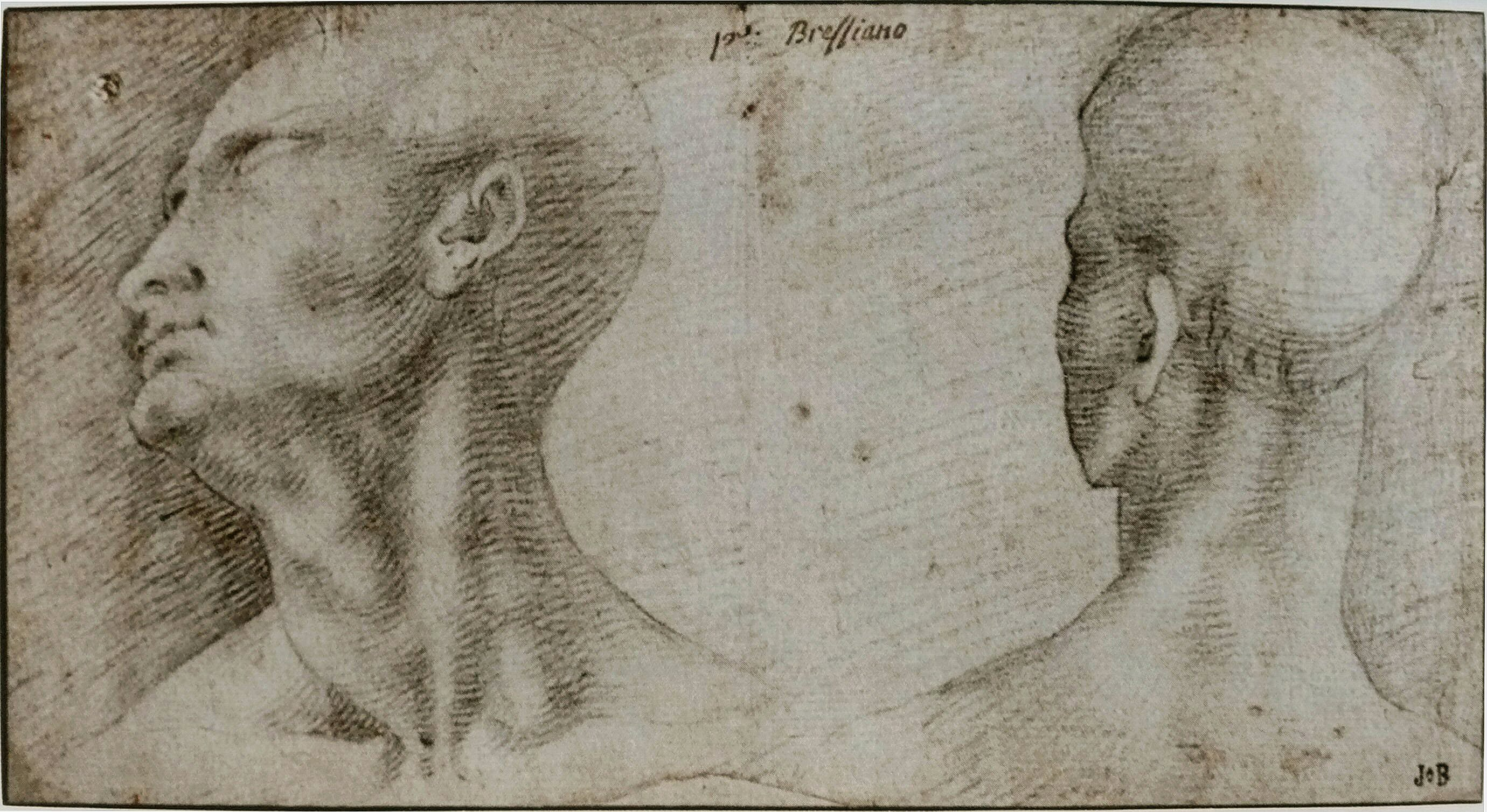
De hals van een mens links getekend. Rechts is de nek getekend.Leonardo da Vinci

De nek is het dorsale gedeelte van de hals.
Bij een zoogdier heeft het dorsale gedeelte van de hals nekwervels. Bijna alle zoogdieren hebben 7 nekwervels, behalve de luiaards, die er zes tot negen kunnen hebben. De hals van een giraffe is veel langer dan die van een mens, maar toch heeft ook een giraffe slechts zeven wervels. Alleen zijn de wervels bij de giraffe veel langer en groter. Ook walvisachtigen hebben zeven nekwervels, bij hen echter zijn die sterk 'ineengedrukt'.

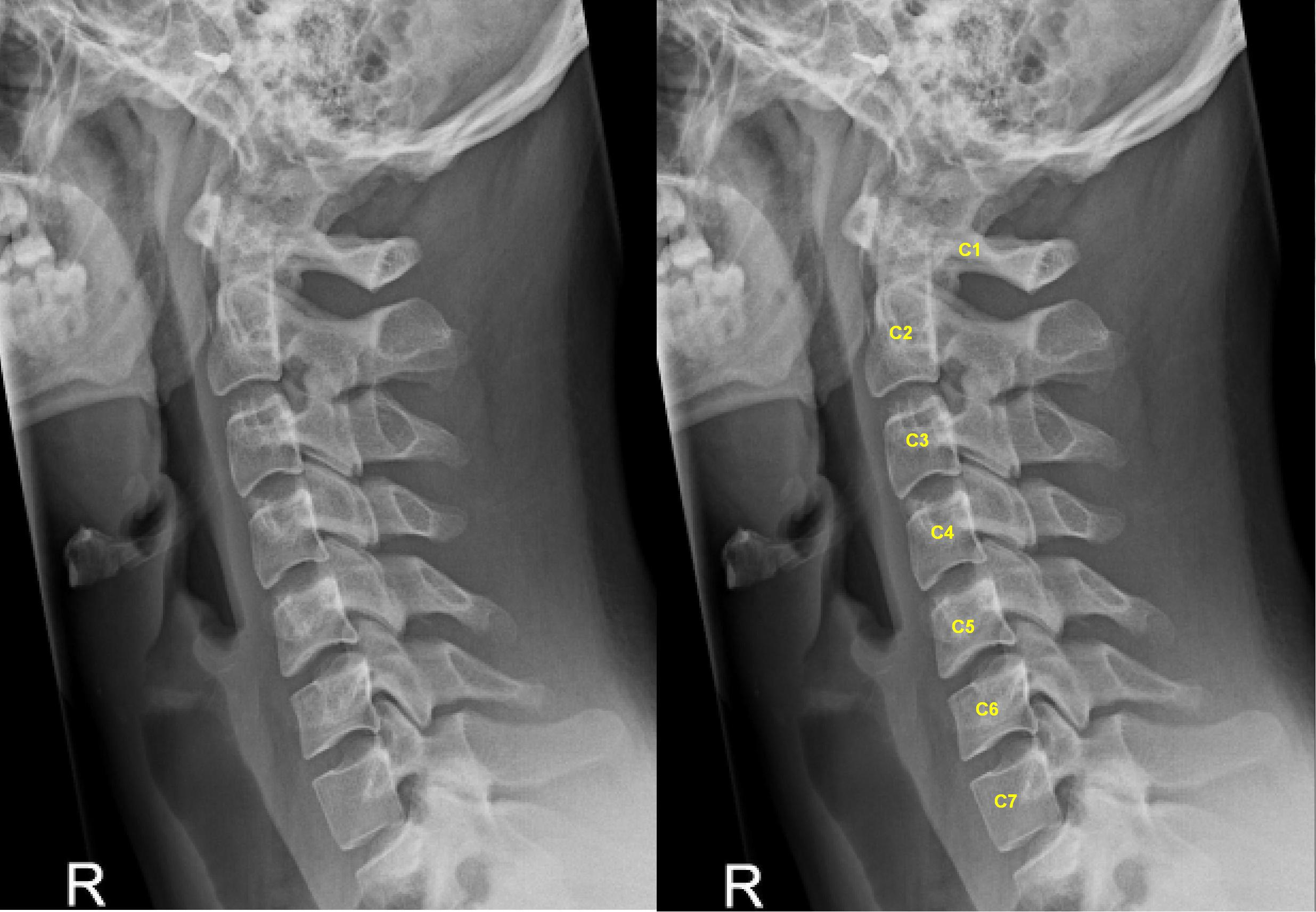

## Wervelkolom
De halswervelkolom heeft in normale omstandigheden een lichte lordose, is wat hol, om te compenseren voor de lichte kyfosering in de wervelkolom die ter hoogte van de borstkas ligt.
De eerste halswervel, C1, wordt de atlas genoemd omdat hij het hoofd draagt. Hij kan draaien om een stukje omhoogstaand bot van de tweede halswervel, de draaier. Bij ongelukken met veel energie, bestaat de kans op een botbreuk in dit stukje bot (de tand) van de draaier, waarbij een eventuele beschadiging van het ruggenmerg levensgevaar bestaat. De nervus phrenicus, de zenuw van het middenrif die belangrijk is voor de ademhaling komt namelijk van C3, de derde halswervel, een letsel daarboven is dus bedreigend voor de ademhaling.

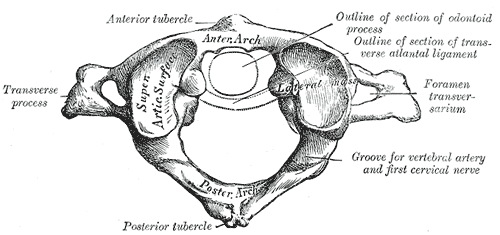
Atlas
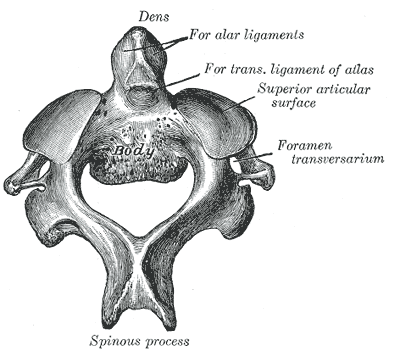
Draaier
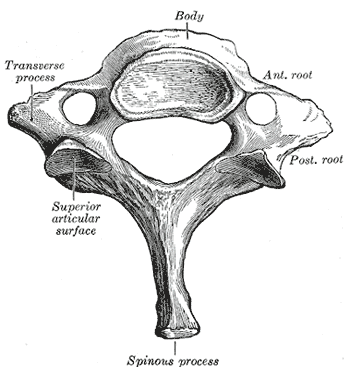
Halswervel
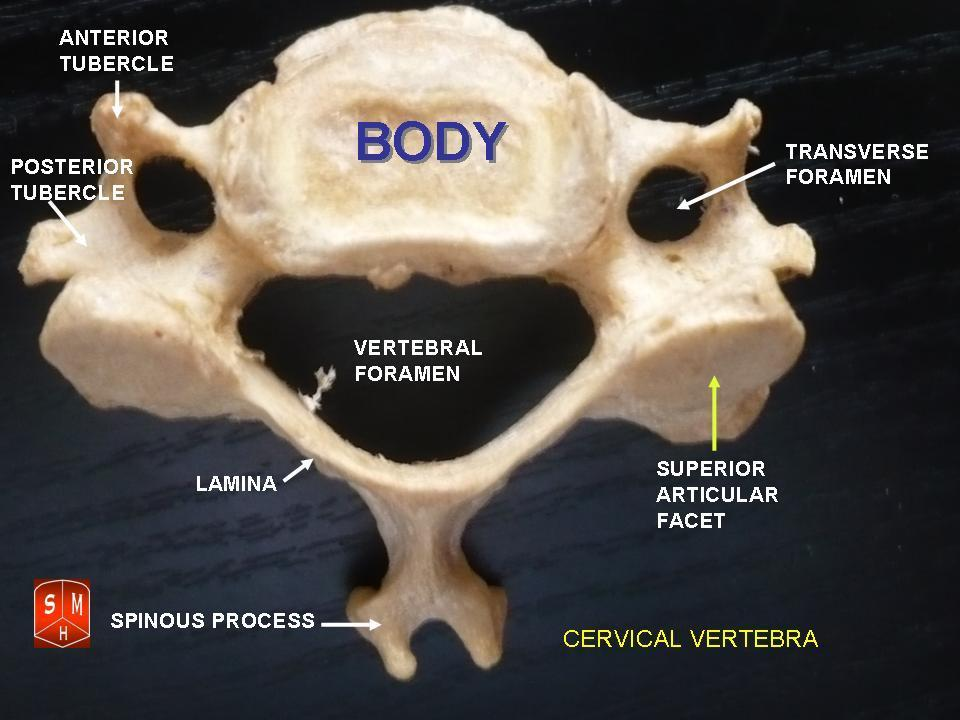

.
Aan beide kanten bevindt zich in elke wervel een opening, waardoor de arteria vertebralis loopt, die de achterzijde van de hersenen van bloed voorziet. Soms raakt deze wervel beschadigd bij behandeling door een zogenaamde kraker met blindheid als gevolg.
De zevende wervel, de vertebra prominens steekt vrij ver naar achteren uit en markeert de overgang van cervicale (hals) naar thoracale (borst) wervels.
Tussen de wervels C2, C3 en verder bevindt zich steeds een tussenwervelschijf. Als deze van zijn plaats geraakt, treedt een nekhernia op, met pijn, tintelingen en eventueel krachtsverlies aan de aangedane zijde en een doof gevoel in de arm.

## Nekspieren
De spierzin van de nekspieren heeft een belangrijke functie in het bewaren van het evenwicht, omdat de positie van het hoofd voor de hersenen nodig is om de informatie van de ogen en het evenwichtscentrum te interpreteren.
De nekspieren bestaan gedeeltelijk 
- uit het bovenste deel van de rugspieren, zoals de musculus trapezius, de musculi serrati,
- uit de spieren van de schedel, musculus semispinalis capitis, musculus splenius cervicis en
- uit nekspieren zoals de musculus scalenus anterior, medius en posterior, en de musculi recti en obliqui capitis,

De wervels worden gestabiliseerd door een enorm bandenapparaat, onder andere het ligamentum longitudinale anterius, membrana atlantooccipitalis anterior, ligamentum cruciforme Atlantis en vele andere.

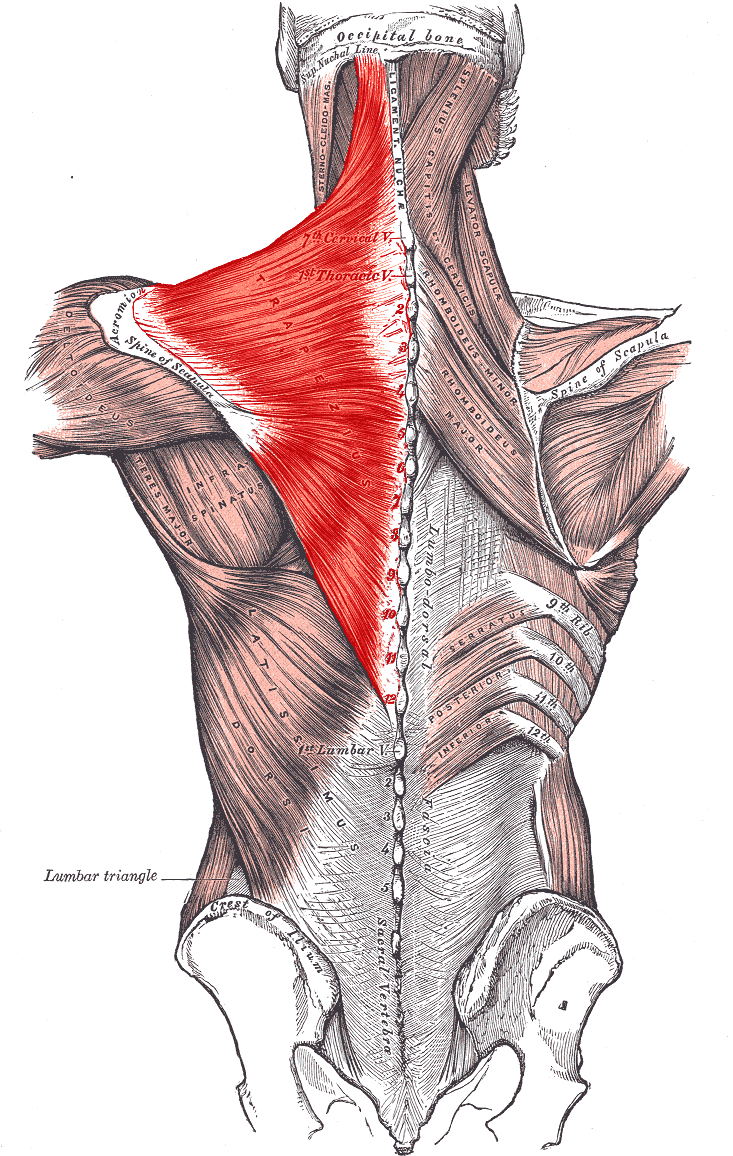
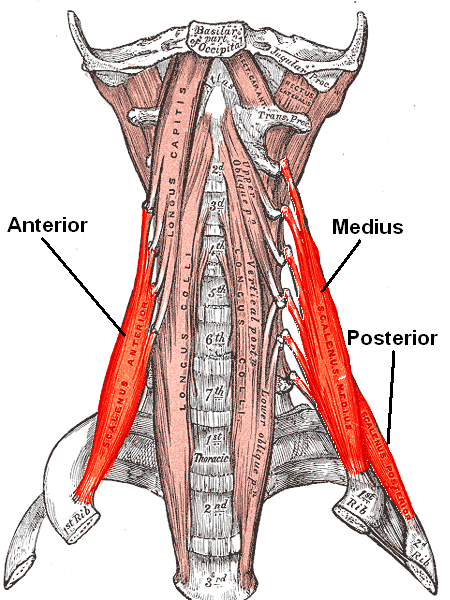

### Whiplash
- De acute klachten van de nek bij een aanrijding van achteren berusten waarschijnlijk op verrekken van deze banden.

### Hoofdpijn
- De meeste hoofdpijn is spanningshoofdpijn die veroorzaakt wordt door te grote spanning op de nekspieren.[bron?]